# 布羅克氏海蠋魚
布羅克氏海蠋魚（学名：Halicampus brocki），为輻鰭魚綱棘背魚目海龍科的其中一種，分布於西太平洋區，包括日本、澳洲、印尼、菲律賓、馬紹爾群島、馬里亞納群島、關島、帛琉等海域，棲息深度2-23公尺，體長可達12公分，棲息在潟湖或臨海礁石，卵胎生。

## 外部連結
- 布羅克氏海蠋魚的圖片